# Liste des édifices labellisés « Patrimoine du XXe siècle » du Gers
Cet article recense les monuments historiques protégé au titre du Patrimoine du XXe siècle du département du Gers, en France,.

## Statistiques
Au 31 décembre 2010, le Gers comptent 4 immeubles protégés du patrimoine du XXe siècle.

## Liste
| Monument                         | Commune         | Adresse           | Coordonnées                        | Notice         | Protection | Date | Illustration                     |
| -------------------------------- | --------------- | ----------------- | ---------------------------------- | -------------- | ---------- | ---- | -------------------------------- |
| Arènes Jean Bartherotte d'Estang | Estang          |                   | 43° 52′ 03″ nord, 0° 06′ 24″ ouest | « PA00125586 » | Inscrit    | 1993 | Arènes Jean Bartherotte d'Estang |
| Maison Claude Augé               | L'Isle-Jourdain | Rue du 14-Juillet | 43° 36′ 48″ nord, 1° 04′ 52″ est   | « PA00094961 » | Classé     | 1992 | Maison Claude Augé               |
| Maison de Peyloubère             | Pavie           |                   | 43° 36′ 21″ nord, 0° 36′ 29″ est   | « PA32000004 » | Inscrit    | 1996 | Image manquante Téléverser       |
| Ferme du Priou                   | Villefranche    | Le Priou          | 43° 24′ 59″ nord, 0° 41′ 59″ est   | « PA00135459 » | Inscrit    | 1995 | Image manquante Téléverser       |